# Pitt megye
Pitt megye az Amerikai Egyesült Államokban, azon belül Észak-Karolina államban található. Megyeszékhelye és legnagyobb városa Greenville. Lakosainak száma 170 243 fő (2020. április 1.). Pitt megye Martin, Beaufort, Craven, Lenoir, Greene, Wilson és Edgecombe megyékkel határos.

## Népesség
A megye népességének változása:
| Lakosok száma | 168 826 | 170 783 | 172 971 | 174 263 | 175 842 | 170 243 |
|               | 2010    | 2011    | 2012    | 2013    | 2015    | 2020    |